# Vic-sur-Aisne
Vic-sur-Aisne é uma comuna francesa na região administrativa de Altos da França, no departamento de Aisne. Estende-se por uma área de 5,23 km². Em 2010 a comuna tinha 1 649 habitantes (densidade: 315,3 hab./km²).